# 毛常嶼
毛常嶼，為台灣澎湖縣白沙鄉的一座島嶼，面積0.0580平方公里，島嶼位置在鳥嶼東北方約1.5公里處。毛常嶼為一沈水岩礁，依《聯合國海洋法公約》針對島嶼的定義，應不被列入澎湖90島嶼之中。
毛常嶼島名由來源自臺語「無常（bû-siông）嶼」，意即該島嶼平時沒入水中，僅於大乾潮時露出大片的潮間帶，而唯有在這一個月中為數不多的有大乾潮的日子從事潮間帶漁業，是「不經常」的事。